# Paliçada

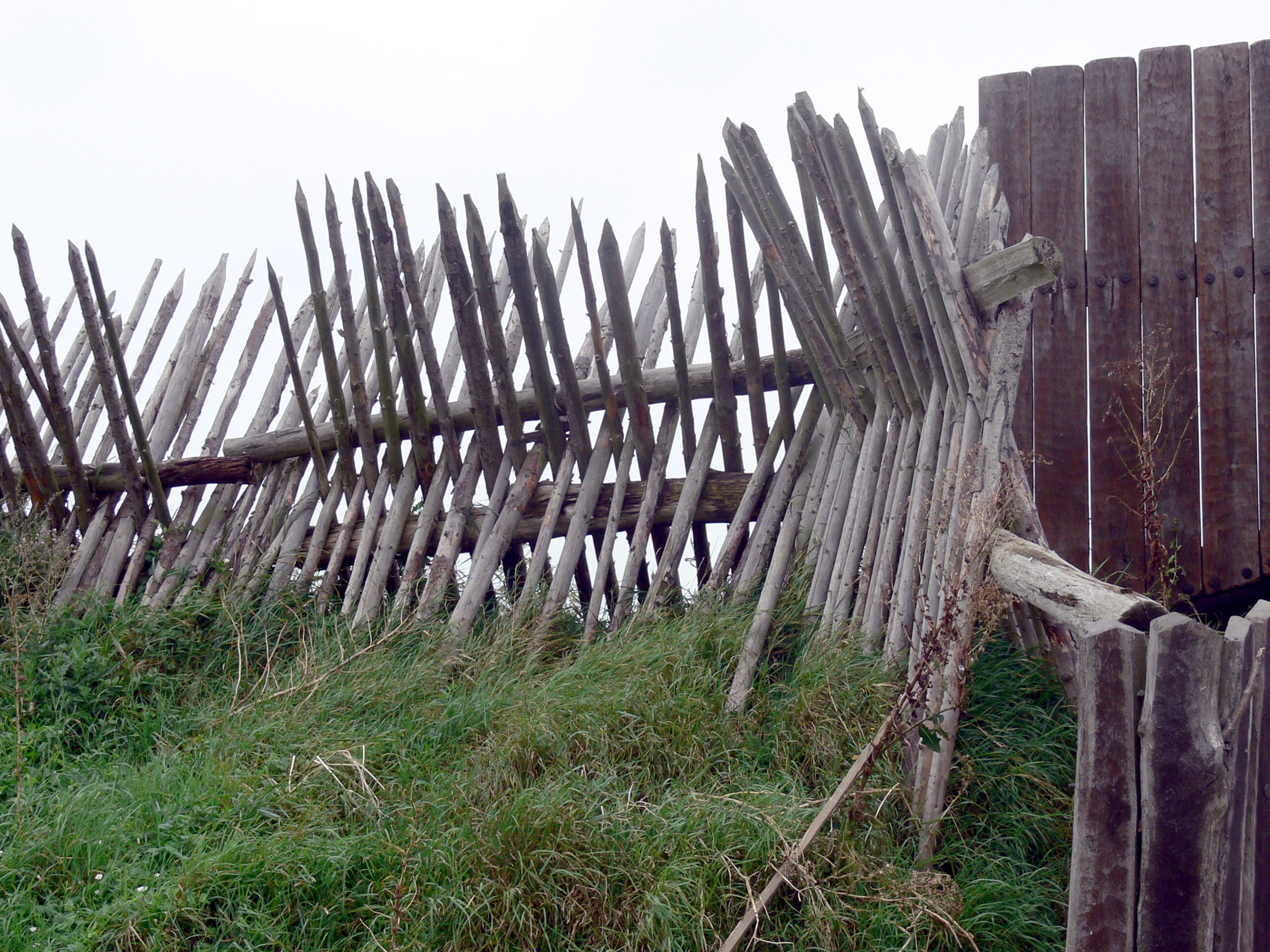
Paliçada construída ao redor de uma aldeia, no Museu viquingue Foteviken, em Skanör, na Suécia

Em arquitetura militar, a paliçada é uma obra de defesa constituída por um conjunto de estacas de madeira fincadas verticalmente no terreno, ligadas entre si no formato de "X" de modo a formarem uma estrutura firme. Em uma fortificação abaluartada, a paliçada surge normalmente implantada na banqueta do caminho coberto. Também são utilizadas como liças para torneios ou lutas.

## No Brasil
Na região do atual estado brasileiro do Acre, foram encontrados inúmeros geoglifos (estruturas feitas no solo) com idade variável de 1,5 mil a 2,5 mil anos atrás, que remetem às civilizações pré-colombianas. Demonstrando o elevado conhecimento de técnicas de movimentação de terra e água.

As últimas escavações fizeram uma descoberta no município brasileiro de Xapuri: um buraco de esteio (com 25cm de diâmetro e 1,31m de profundidade) em boas condições foi localizado em um geoglifo de formato redondo, reforçando a tese de que os indígenas pré-colombianos teriam usado paliçadas para habitação e segurança.